# Cá chiên sông
Cá chiên sông (danh pháp khoa học: Bagarius yarrelli) là một loài cá da trơn rất lớn trong chi Bagarius, tìm thấy trong các con sông lớn ở Nam Á và Đông Nam Á, cụ thể trong lưu vực sông Ấn và sông Hằng, phần lớn miền nam Ấn Độ ở phía đông dãy núi Tây Ghats, cũng như trong lưu vực sông Mê Kông, Xe Bangfai cho tới Indonesia; nhưng không có ở các sông suối nhỏ.

## Miêu tả
Loài cá này dài tới 2 m (6,6 ft) và cân nặng tới trên 90 kg (200 lb). Nó có thể là loài to lớn nhất trong chi Bagarius. Loài có quan hệ gần, B. bagarius, hiện vẫn trong tình trạng lộn xộn đáng kể về phân loại, có lẽ đã được thông báo nhầm là đạt tới cùng kích thước như B. yarrelli, trong khi một số tác giả coi B. bagarius là loài cá chiên lùn có chiều dài chỉ đạt tới 20 cm (8 inch).
Số lượng đốt sống: 40-45. Vây chậu thường bắt đầu ở vị trí phía sau gốc của tia vây lưng cuối cùng; vây béo bắt đầu trước hay ngay phía trên nơi bắt đầu vây hậu môn. Các gai thần kinh thuôn dài, số lượng 2-5, thanh mảnh; số đốt sống phần bụng 21-24. Mắt tròn.
Thức ăn chủ yếu của nó là các loại tôm tép, nhưng cũng ăn cả cá nhỏ và côn trùng thủy sinh. Đẻ trong các con sông trước mùa mưa. Di cư thành đàn, được thông báo là di cư để theo đuổi con mồi. Người ta cũng thông báo là có các cá thể di cư theo cá hô (Catlocarpio siamensis) trong thời kỳ di cư về thượng nguồn. Dường như sự di cư về thượng nguồn bắt đầu gần với đỉnh điểm lũ lụt khi dòng chảy rất mạnh và nước ngầu đục.

## Giá trị kinh tế
Được đánh bắt và mua bán ở chợ dưới dạng cá tươi, nhưng không được đánh giá cao do thịt cá bở, nhanh ươn và vì thế có thể gây bệnh.

## Tình trạng phân loại
Bagarius yarrelli được Sykes miêu tả năm 1839 từ mẫu vật thu được tại sông Mula-Mutha ven thành phố Pune (Ấn Độ). Loài này được coi là phổ biến rất rộng, nhưng có những dấu hiệu cho thấy chỉ có 1 loài được tìm thấy ở tiểu lục địa Ấn Độ (mà với nó thì B. bagarius là danh pháp đồng nghĩa sớm), và nó không là đồng loài với (các) loài ở Đông Nam Á. Việc kiểm tra tài liệu phát hiện ra rằng các quần thể ở Ấn Độ được gán cho loài này có các gai vây ngực mỏng hơn với phần mở rộng dạng sợi dài hơn, có thể là biểu hiện cho sự khác biệt liên loài. Mặc dù hiện nay người ta vẫn chưa chắc chắn rằng liệu các quần thể ở Đông Nam Á là một hay nhiều loài, nhưng một vài danh pháp đồng nghĩa của B. yarrelli là sẵn có (như B. lica, B. nieuwenhuisi), nên có lẽ chúng có thể chứng minh là khác biệt với các quần thể Ấn Độ. Nghiên cứu sửa đổi duy nhất của Roberts năm 1983 là sự đơn giản hóa thái quá trong phân loại của nhóm cá này và tình trạng phân loại chi Bagarius trong khắp tiểu lục địa Ấn Độ rất cấp thiết phải có nghiên cứu mang tính quyết định để giải quyết.